# 鼎湖区
鼎湖区（ていこく）は中華人民共和国広東省肇慶市に位置する市轄区。

## 行政区画
下部に3街道、4鎮を管轄する
- 街道
  - 坑口街道、桂城街道、広利街道
- 鎮
  - 永安鎮、沙浦鎮、鳳凰鎮、蓮花鎮

## 観光
- 鼎湖山
- 慶雲寺 - 鑑真と共に行動して亡くなった栄叡が祭られ、その功績が称えられている。